# Samuel Madden
Samuel Madden (* 23. Dezember 1686 in Dublin, Königreich Irland; † 31. Dezember 1765 in Manor Waterhouse, County Fermanagh, Irland) war ein irischer Autor. Zu seinen Werken zählen Themistocles; The Lover of His Country, Reflections and Resolutions Proper for the Gentlemen of Ireland und Memoirs of the Twentieth Century.

## Leben
Samuel Madden war ein Sohn von John Madden und Mary Molyneux. 1729 verfasste er das Stück Themistocles, the Lover of His Country, und 1733 Memoirs of the Twentieth Century, einen der Vorläufer der Science-Fiction-Literatur, in dem er als Protestant vor einer Zukunft unter der Kontrolle der Jesuiten warnte.
1738 verfasste er sein bekanntestes Werk, Reflections and Resolutions Proper for the Gentlemen of Ireland, in dem er die erbarmungswürdigen Lebensbedingungen der allgemeinen irischen Bevölkerung seiner Zeit beschrieb.
Samuel Madden starb am 31. Dezember 1765.

## Werke
- Themistocles, The Lover of His Country. A Tragedy. As it is Acted at the Theatre-Royal, in Lincoln's-Inn-Fields (1729)
- Memoirs of the twentieth century,: Being original letters of state under George the Sixth (1733)
- Reflections and Resolutions Proper for the Gentlemen of Ireland, as to their Conduct for the Service of their Country, as Landlords, as Masters of Families, as Protestants, as Descended from British Ancestors, as Country Gentlemen and Farmers, as Justices of the Peace, as Merchants, as Members of Parliament (1738)